# Glenwood Landing
Glenwood Landing est une census-designated place du comté de Nassau, dans l'État de New York, aux États-Unis,. En 2020, elle compte une population de 3 948 habitants.